# Isaac Alfaro
José Isaac Alfaro Loza (3 giugno 1919 – Città del Messico, 23 febbraio 1999) è stato un cestista messicano.

## Carriera
Soprannominato "Chicho", ha disputato i Giochi di Londra 1948 con il Messico (5 presenze), classificandosi al 4º posto finale. Ha inoltre preso parte ai Giochi panamericani del 1951.